# Anni-Frid Lyngstad

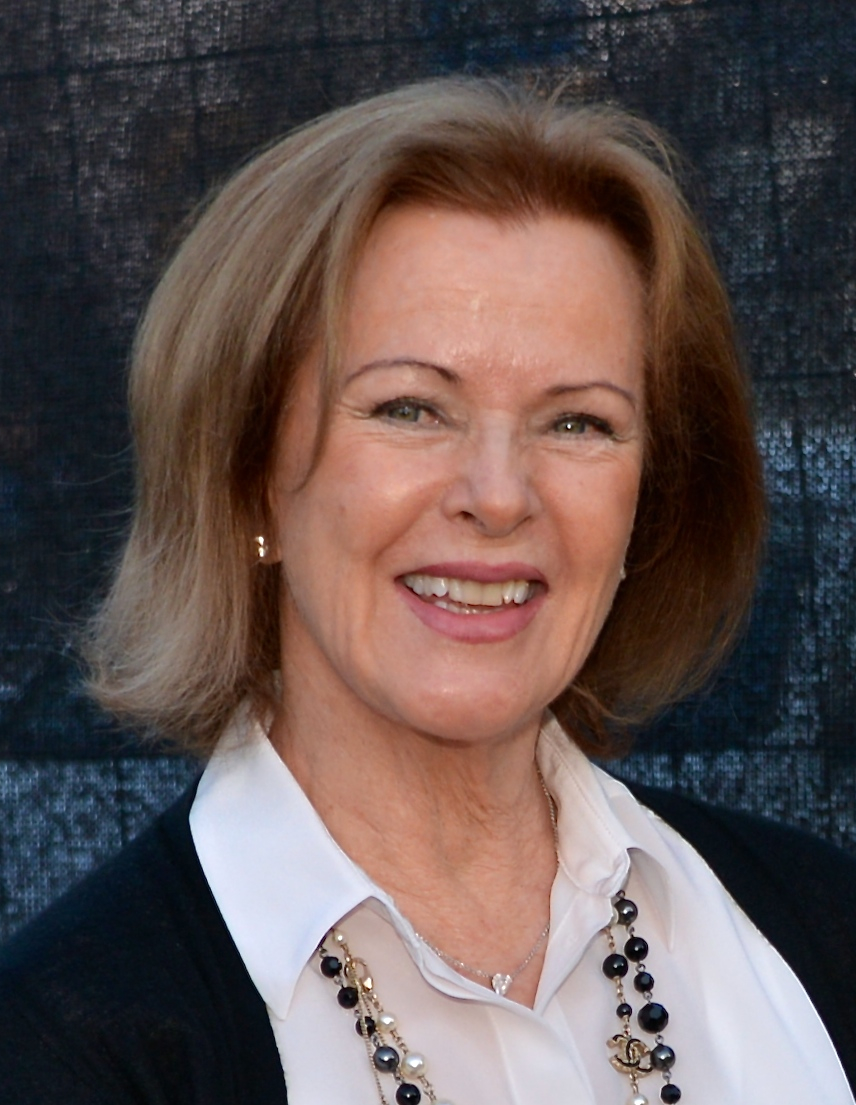
Anni-Frid Lyngstad (2013)

Anni-Frid Synni „Frida“ Lyngstad (* 15. November 1945 in Bjørkåsen, Norwegen, bürgerlich seit 1992 Anni-Frid Prinzessin Reuß, Gräfin von Plauen) ist eine schwedische Sängerin. Sie ist Mitglied der Popgruppe ABBA.

## Leben

### Frühe Jahre und Privatleben

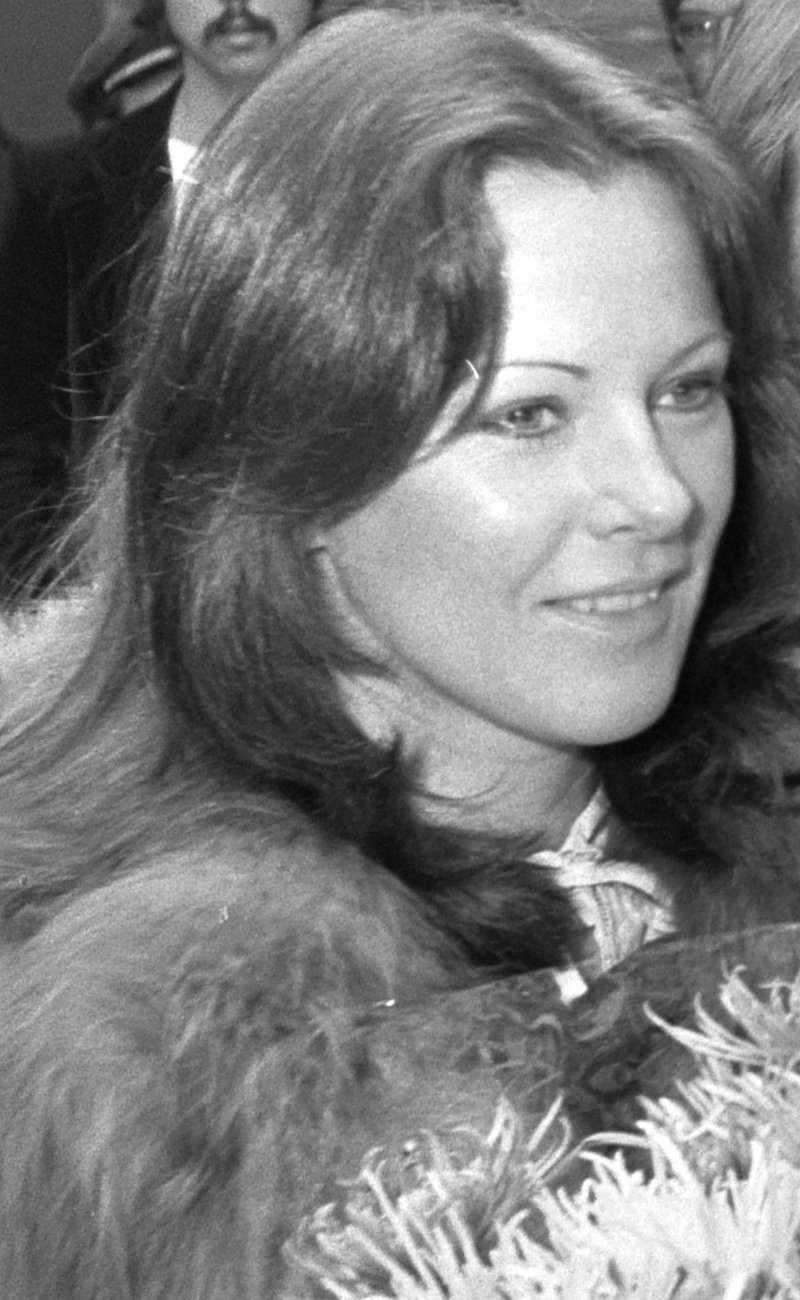
Anni-Frid Lyngstad (1976)

Ende 1945 wurde sie als „Tyskerbarn“ in einer norwegischen Bergbausiedlung als Tochter der 19-jährigen Synni Lyngstad geboren. Ihr Vater Alfred Haase (1919–2009) war ein deutscher Wehrmachtssoldat aus dem mittelfränkischen Gunzenhausen, der während der deutschen Besatzung Norwegens im Zweiten Weltkrieg in Narvik stationiert war. Sie lernte ihn erst 1977 kennen, nachdem die Jugendzeitschrift Bravo ihre Geschichte veröffentlicht hatte. Bis dahin war sie davon ausgegangen, dass ihr Vater in den letzten Kriegstagen gefallen sei.
Mit ihrer Mutter und ihrer Großmutter Arntine kam Lyngstad Anfang 1947 als Kleinkind nach Schweden. Ihre Mutter starb im September 1947 an Nierenversagen. Lyngstad wuchs bei der Großmutter zunächst in Torshälla, später in Eskilstuna auf. Ab dem Alter von zwölf Jahren sang sie in einer Band. Mit 14 beendete sie die Schule und begann eine Ausbildung zur Schneiderin, die sie nicht abschloss. Am 3. April 1963 heiratete sie im Alter von 17 Jahren den Teppichhändler und Hobbymusiker Ragnar Fredriksson und bekam mit ihm zwei Kinder, einen Sohn (* 1963) und eine Tochter (* 1967). Die Tochter starb 1998 bei einem Autounfall in den USA.
Nach ihrer Scheidung von Fredriksson ging sie mit Charlie Norman auf eine siebenmonatige Tournee, auf der sie 1968 in einem Restaurant in Malmö den Musiker Benny Andersson zum ersten Mal traf. 1969 wurden sie ein Paar und verlobten sich im selben Jahr. Die Hochzeit fand am 6. Oktober 1978 im Stockholmer Vorort Lidingö statt. Im Februar 1981 gab ihre Plattenfirma bekannt, dass Andersson und Lyngstad sich getrennt und die Scheidung eingereicht hätten.
Mitte der 1980er Jahre lernte Lyngstad den zeitweilig in Schweden aufgewachsenen Deutschen Heinrich Ruzzo Prinz Reuß von Plauen kennen. Sie war mit ihm vom 26. August 1992 bis zu seinem Krebstod am 29. Oktober 1999 verheiratet. Das Paar lebte ab 1986 im schweizerischen Freiburg. Danach wohnte sie einige Jahre in Zermatt und lebt heute mit Henry Smith, 5th Viscount Hambleden, auf ihrem Landgut in Südschweden und in Genolier.

### Solokarriere

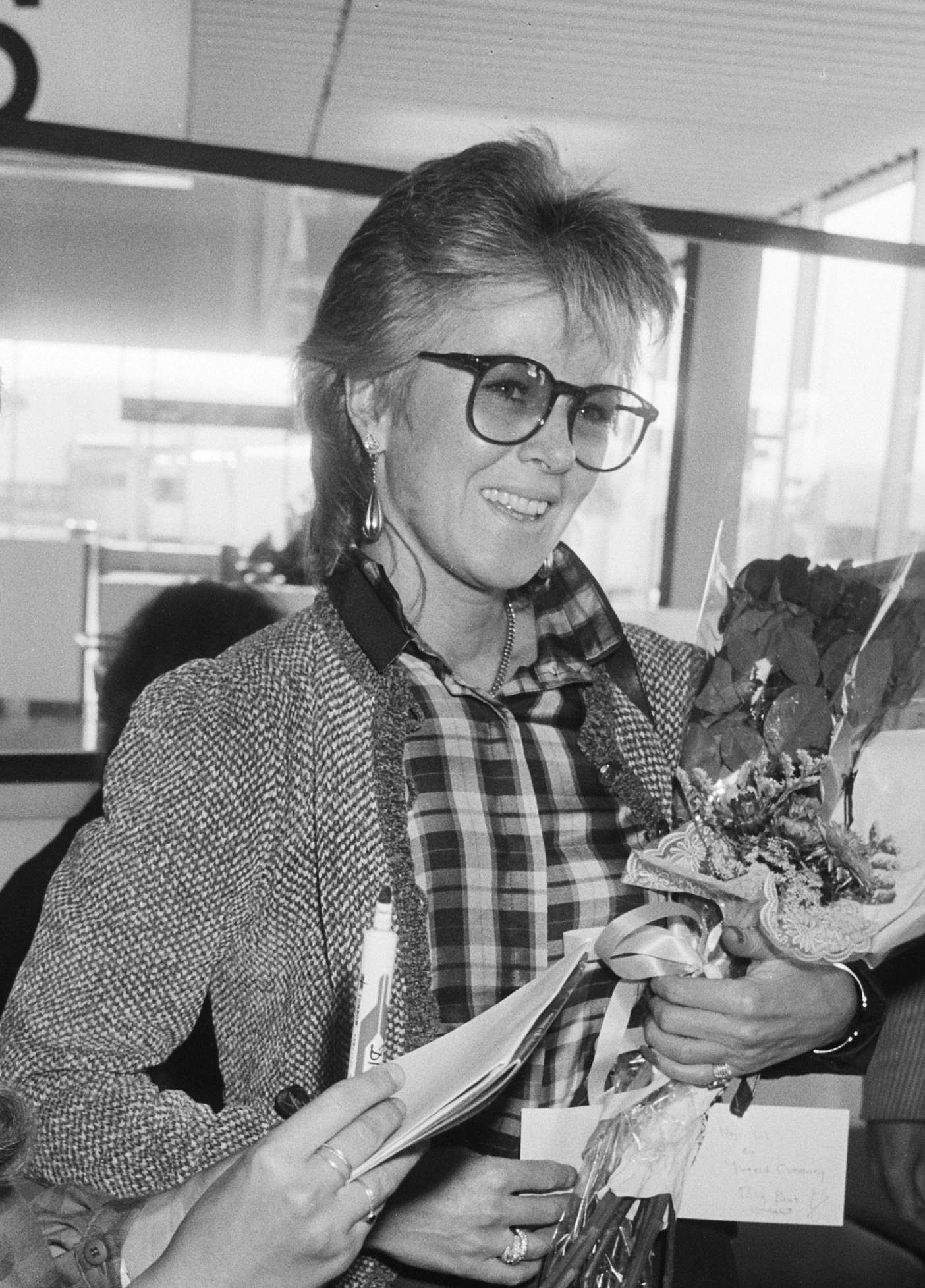
Anni-Frid Lyngstad (1982)

Im September 1967 hatte sie in der schwedischen Fernsehshow Hylands hörna ihren ersten Fernsehauftritt. 1969 nahm sie mit dem Titel Härlig är vår jord am schwedischen Ausscheidungswettbewerb für den Grand Prix d’Eurovision, dem Melodifestivalen teil und belegte Platz 4. Sie wurde daraufhin von EMI Schweden unter Vertrag genommen und zog nach Stockholm. Es folgten mehrere Soloalben, mit denen sie in Schweden nur mäßigen Erfolg hatte.
1972 veröffentlichte Polar Music das Weihnachtsalbum När juldagsmorgon glimmar (‚Wenn der Weihnachtsmorgen schimmert‘), auf dem die bekanntesten Künstler des Labels traditionelle schwedische Weihnachtslieder interpretierten. Lyngstad sang darauf die Stücke När det lider mot jul (‚Wenn es auf Weihnachten zugeht‘) und Gläns över sjö och strand (‚Es glänzt über See und Strand‘), auch als Betlehems stjärna (‚Der Stern von Bethlehem‘) bekannt. 1975 nahm sie mit dem in Schweden bekannten Sänger und Songwriter Björn Skifs das Duett Med varann (‚Miteinander‘) für dessen Album Schiffz auf.
1982 verlegte sie ihren Wohnsitz von Stockholm nach London. Ihren größten internationalen Solo-Erfolg hatte sie im selben Jahr unter dem Namen ‚Frida‘ mit dem von Phil Collins produzierten Album Something’s Going On. Es enthält unter anderem die Singles I Know There’s Something Going On und To Turn the Stone sowie Here We’ll Stay, ein Duett mit Collins. Die LP, die im Frühjahr 1982 in den Stockholmer Studios von Polar Music aufgenommen wurde, verkaufte sich weltweit 1,5 Millionen Mal.
Im Februar 1984 ging sie nach Paris, um ihr zweites Soloalbum Shine aufzunehmen. Produziert wurde es von Steve Lillywhite, der sich als Produzent von Bands wie U2 profiliert hatte. Lyngstad wollte ihr rockigeres Image weiter ausbauen und schrieb zum ersten Mal eigene Lieder wie Don’t Do It, That’s Tough, Light of Love. Auf dem Album findet sich auch ein Stück aus der Feder von Björn Ulvaeus und Benny Andersson mit dem Titel Slowly. Die LP konnte jedoch international nicht an den Erfolg anknüpfen, den das Vorgängeralbum erreicht hatte.
Danach trat sie nur noch sporadisch auf und nahm gelegentlich noch Songs auf; unter anderem veröffentlichte sie mit verschiedenen Duett-Partnern das Abba-Instrumental Arrival als gesungene Version in englischer und französischer Sprache. Danach zog sie sich weitgehend aus dem Musikgeschäft zurück; sie betätigte sich nun hauptsächlich für wohltätige Zwecke und insbesondere für den Umweltschutz. Sie gründete die Umweltstiftung Artister för miljö (‚Künstler für die Umwelt‘).
1996 erschien ein von Anders Glenmark produziertes schwedischsprachiges Album mit dem Titel Djupa andetag (‚Tiefe Atemzüge‘), das in Schweden den ersten Platz der Hitparade erreichte. Dort ist das Duett Alla mina bästa år (‚All meine besten Jahre‘) mit Marie Fredriksson von Roxette zu hören. 2003 nahm sie mit dem Musiker Jon Lord von Deep Purple das für sie komponierte Stück The Sun Will Shine Again gemeinsam auf. Die Studioversion ist auf Lords Album Beyond the Notes aus dem Jahr 2004 enthalten. Ende 2010 erschien Lyngstads Version von Morning Has Broken auf dem Album Reconnection des schwedischen Jazz-Musikers Georg Wadenius. 2018 veröffentlichte Arturo Sandoval das Album Ultimate Duets, auf dem Lyngstad den ABBA-Titel Andante, Andante auf Spanisch singt.

### Karriere mit ABBA
Ab 1974 feierte Lyngstad mit ABBA weltweite Erfolge. Nach Beginn der „Pause“ von ABBA 1983, die fast vierzig Jahre dauerte, verkaufte sie Ende des Jahres ihre Geschäftsanteile am „ABBA-Imperium“ (einer Mischung aus unterschiedlichsten Firmen, Firmenbeteiligungen und anderen Kapitalinvestitionen) und ging dadurch als einziges der vier ABBA-Mitglieder weitgehend schadlos aus dem finanziellen Absturz der Gruppe durch Missmanagement, Börsenspekulationen, ungünstigen Kreditaufnahmen und Steuernachforderungen hervor, während die anderen ABBA-Mitglieder nebst Stig Anderson hohe Verluste hinnehmen mussten.

## Diskografie

### Studioalben
| Jahr | Titel                | Höchstplatzierung, Gesamtwochen, AuszeichnungChartplatzierungen (Jahr, Titel, Platzierungen, Wochen, Auszeichnungen, Anmerkungen) | Höchstplatzierung, Gesamtwochen, AuszeichnungChartplatzierungen (Jahr, Titel, Platzierungen, Wochen, Auszeichnungen, Anmerkungen) | Höchstplatzierung, Gesamtwochen, AuszeichnungChartplatzierungen (Jahr, Titel, Platzierungen, Wochen, Auszeichnungen, Anmerkungen) | Höchstplatzierung, Gesamtwochen, AuszeichnungChartplatzierungen (Jahr, Titel, Platzierungen, Wochen, Auszeichnungen, Anmerkungen) | Höchstplatzierung, Gesamtwochen, AuszeichnungChartplatzierungen (Jahr, Titel, Platzierungen, Wochen, Auszeichnungen, Anmerkungen) | Höchstplatzierung, Gesamtwochen, AuszeichnungChartplatzierungen (Jahr, Titel, Platzierungen, Wochen, Auszeichnungen, Anmerkungen) | Anmerkungen                                                       |
| Jahr | Titel                | DE | AT | CH | UK | US | SE | Anmerkungen                                                       |
| ---- | -------------------- | --- | --- | --- | --- | --- | --- | ----------------------------------------------------------------- |
| 1971 | Frida                | — | — | — | — | — | SE28 (1 Wo.)SE | Erstveröffentlichung: 31. März 1971 Charteinstieg erst April 2017 |
| 1975 | Ensam                | — | — | — | — | — | SE1 (20 Wo.)SE | Erstveröffentlichung: 10. November 1975                           |
| 1982 | Something’s Going On | DE12 (17 Wo.)DE | AT10 (2 Wo.)AT | — | UK18 Silber · (7 Wo.)UK | US41 (28 Wo.)US | SE1 (11 Wo.)SE | Erstveröffentlichung: 6. September 1982                           |
| 1984 | Shine                | DE49 (2 Wo.)DE | — | CH29 (1 Wo.)CH | UK67 (1 Wo.)UK | — | SE6 (5 Wo.)SE | Erstveröffentlichung: 11. September 1984                          |
| 1996 | Djupa andetag        | — | — | — | — | — | SE1 Gold · (21 Wo.)SE | Erstveröffentlichung: 20. September 1996                          |

grau schraffiert: keine Chartdaten aus diesem Jahr verfügbar
Kompilationen
- 1971: Anni-Frid Lyngstad
- 1991: På egen hand
- 1993: Tre kvart från nu
- 1994: Agnetha & Frida – The Voice Of ABBA (offizielle Zusammenstellung von 14 Solohits 1982-1985, Label: Karussell Ltd./Polydor Nr.550 212-2)
- 1997: Frida – The Mixes
- 1997: Frida 1967–1972
- 1998: Svenska Popfavoriter
- 2000: 14 Hits
- 2001: The Collection
- 2005: Frida – The Box (4XCD 1XDVD)

### Singles
| Jahr | Titel Album                                            | Höchstplatzierung, Gesamtwochen, AuszeichnungChartplatzierungen (Jahr, Titel, Album, Platzierungen, Wochen, Auszeichnungen, Anmerkungen) | Höchstplatzierung, Gesamtwochen, AuszeichnungChartplatzierungen (Jahr, Titel, Album, Platzierungen, Wochen, Auszeichnungen, Anmerkungen) | Höchstplatzierung, Gesamtwochen, AuszeichnungChartplatzierungen (Jahr, Titel, Album, Platzierungen, Wochen, Auszeichnungen, Anmerkungen) | Höchstplatzierung, Gesamtwochen, AuszeichnungChartplatzierungen (Jahr, Titel, Album, Platzierungen, Wochen, Auszeichnungen, Anmerkungen) | Höchstplatzierung, Gesamtwochen, AuszeichnungChartplatzierungen (Jahr, Titel, Album, Platzierungen, Wochen, Auszeichnungen, Anmerkungen) | Höchstplatzierung, Gesamtwochen, AuszeichnungChartplatzierungen (Jahr, Titel, Album, Platzierungen, Wochen, Auszeichnungen, Anmerkungen) | Anmerkungen                                              |
| Jahr | Titel Album                                            | DE | AT | CH | UK | US | SE | Anmerkungen                                              |
| ---- | ------------------------------------------------------ | --- | --- | --- | --- | --- | --- | -------------------------------------------------------- |
| 1982 | I Know There’s Something Going On Something’s Going On | DE5 (21 Wo.)DE | AT3 (8 Wo.)AT | CH1 (9 Wo.)CH | UK43 (7 Wo.)UK | US13 (29 Wo.)US | SE3 (9 Wo.)SE | Erstveröffentlichung: August 1982                        |
| 1982 | To Turn the Stone Something’s Going On                 | DE39 (7 Wo.)DE | — | — | — | — | — | Erstveröffentlichung: November 1982                      |
| 1983 | Here We’ll Stay Something’s Going On                   | — | — | — | UK100 (1 Wo.)UK | — | — | Erstveröffentlichung: Juni 1983                          |
| 1983 | Time –                                                 | — | — | — | UK45 (5 Wo.)UK | — | — | Erstveröffentlichung: November 1983 mit B. A. Robertson  |
| 1984 | Shine                                                  | DE51 (4 Wo.)DE | — | — | UK82 (3 Wo.)UK | — | SE6 (5 Wo.)SE | Erstveröffentlichung: August 1984                        |
| 1987 | Så länge vi har varann Mellan dröm och verklighet      | — | — | — | — | — | SE5 Gold · (7 Wo.)SE | Erstveröffentlichung: Januar 1987 mit Ratata             |
| 1996 | Även en blomma Djupa andetag                           | — | — | — | — | — | SE11 (9 Wo.)SE | Erstveröffentlichung: August 1996                        |
| 1996 | Ögonen Djupa andetag                                   | — | — | — | — | — | SE24 (1 Wo.)SE | Erstveröffentlichung: November 1996                      |
| 1997 | Alla mina bästa år Djupa andetag                       | — | — | — | — | — | SE54 (1 Wo.)SE | Erstveröffentlichung: Februar 1997 mit Marie Fredriksson |

Weitere Singles
- 1967: En Ledig Dag / Peter, Kom Tillbaka
- 1967: Din / Du Är Så Underbart Rar
- 1968: Simsalabim / Vi Möts Igen
- 1968: Mycket Kär / När Du Blir Min
- 1969: Härlig Är Vår Jord / Räkna De Lyckliga Stunderna Blott
- 1969: Så Synd Du Måste Gå / Försök Och Sov På Saken
- 1969: Peter Pan / Du Betonar Kärlek Lite Fel
- 1970: Där Du Går Lämnar Kärleken Spår / Du Var Främling Här Igår
- 1971: En Liten Sång Om Kärlek / Tre Kvart Från Nu
- 1971: En Kväll Om Sommarn / Vi Vet Allt, Men Nästan Inget (Duette mit Lars Berghagen)
- 1971: Min Egen Stad / En Gång Är Ingen Gång
- 1971: Nu Vissla Vi Ett Slag (Whistle While You Work)
- 1972: Vi Är Alla Bara Barn I Början / Kom Och Sjung En Sång
- 1972: Man Vill Ju Leva Lite Dessemellan / Ska Man Skratta Eller Gråta
- 1975: Fernando / Ett Liv I Solen
- 1982: Threnody
- 1982: I Got Something
- 1982: Tell Me It’s Over / I Got Something (Japan)
- 1982: I See Red / I Got Something (South Africa)
- 1983: Strangers
- 1983: Belle (Frida & Daniel Balavoine) / C’est Fini (Balavoine)
- 1983: I Am The Seeker (BA Robertson)
- 1984: That’s Tough
- 1984: Come to Me (I Am Woman) / Slowly
- 1984: Heart of the Country / Slowly
- 1984: Twist in the Dark / Come to Me (I Am Woman)
- 1987: Du Finns Hos Mig (Ratata)
- 1987: Om Du Var Här (Ratata) / As Long As I Have You (Frida & Ratata)
- 1992: Änglamark (Artister För Miljö feat. Frida) / Saltwater (Frida)
- 1999: Dancing Queen (with the Real Group) – Original Version / Vee’s Anniversary
- 2003: Lieber Gott (Frida & Dan Daniell) / I Have a Dream (Frida & Dan Daniell) / Wenn ich dann gehen muss (Dan Daniell/Schweiz)
- 2004: The Sun Will Shine Again (mit Jon Lord)
- 2010: Morning Has Broken
- 2015: 1865 (with Dan Daniell)

## Coverversionen
Frida nahm, wie es in den 1960er und 1970er Jahren in Europa üblich war, viele Titel ausländischer Künstler auf und veröffentlichte sie auf Schwedisch.
| Erschienen (Jahr) | Titel (schwedisch)                                 | Originaltitel                                       | Originalinterpret               | Album              |
| ----------------- | -------------------------------------------------- | --------------------------------------------------- | ------------------------------- | ------------------ |
| 1967              | Peter, kom tillbaka                                | Junge, komm bald wieder                             | Freddy Quinn                    | Anni-Frid Lyngstad |
| 1967              | Din                                                | Quiéreme mucho                                      | Tito Schipa                     | Frida 1967–1972    |
| 1968              | Bäby läv                                           | Baby Love                                           | The Supremes                    |                    |
| 1968              | Mycket kär                                         | Non Illuderti Mai                                   | Orietta Berti                   | Frida 1967–1972    |
| 1968              | När du blir min                                    | The Lonesome Road                                   | Gene Austin                     | Frida 1967–1972    |
| 1968              | Vi möts igen                                       | We’ll Meet Again (1939)                             | Vera Lynn                       | Frida 1967–1972    |
| 1969              | Så synd du måste gå                                | It Hurts to Say Goodbye                             | Margaret Whiting                | Anni-Frid Lyngstad |
| 1969              | Försök och sov på saken                            | Surround Yourself with Sorrow                       | Cilla Black                     | Anni-Frid Lyngstad |
| 1970              | Där du går lämnar kärleken spår                    | Love Grows (Where My Rosemary Goes)                 | Edison Lighthouse               | Anni-Frid Lyngstad |
| 1970              | Du var främling här igår                           | I Close My Eyes and Count to Ten                    | Dusty Springfield               | Frida 1967–1972    |
| 1970              | En ton av tystnad                                  | The Sound of Silence                                | Simon and Garfunkel             | Frida              |
| 1970              | Suzanne                                            | Suzanne                                             | Leonard Cohen                   | Frida              |
| 1971              | Tre kvart från nu                                  | Melody in F                                         | Anton Grigorjewitsch Rubinstein | Frida              |
| 1971              | Jag är beredd                                      | And I’ll Be There                                   | The Peppermint Rainbow          | Frida              |
| 1971              | En liten sång om kärlek                            | Five Pennies Saints                                 | Sylvia Fine                     | Frida              |
| 1971              | Allting skall bli bra / Vad gör jag med min kärlek | Everything’s Alright / I Don’t Know How to Love Him | Jesus Christ Superstar          | Frida              |
| 1971              | Jag blir galen när jag tänker på dej               | Goin’ Out of My Head                                | Little Anthony & The Imperials  | Frida              |
| 1971              | Min egen stad                                      | It’s nice to be back                                | The Hep Stars                   | Anni-Frid Lyngstad |
| 1971              | En kväll om sommar’n                               | Changes                                             | Phil Ochs                       | Frida 1967–1972    |
| 1971              | Nu visslar vi ett slag                             | Whistle While You Work                              | Adriana Caselotti               |                    |
| 1972              | En gång är ingen gång                              | There Goes My Everything                            | Jack Greene                     | Anni-Frid Lyngstad |
| 1972              | En ledig dag                                       | Weekend in Portofino                                | Gian Costello                   | Anni-Frid Lyngstad |
| 1972              | Du är så underbart rar                             | Can’t Take My Eyes Off You                          | Frankie Valli                   | Anni-Frid Lyngstad |
| 1972              | Kom och sjung en sång                              | No Sad Song                                         | Helen Reddy                     | Frida 1967–1972    |
| 1972              | Man vill ju leva lite dessemellan                  | Chi Salta Il Fosso                                  | Loretta Goggi                   | Frida ensam (2005) |
| 1972              | Ska man skratta eller gråta                        | Principessa                                         | Gianfranco Baldazzi             | Frida ensam (2005) |
| 1975              | Jag är mej själv nu                                | Young Girl                                          | Gary Puckett & the Union Gap    | Frida ensam        |
| 1975              | Vill du låna en man?                               | The Most Beautiful Girl                             | Charlie Rich                    | Frida ensam        |
| 1975              | Aldrig mej                                         | Vado Via                                            | Drupi                           | Frida ensam        |
| 1975              | Ett liv i solen                                    | Anima Mia                                           | Cugini di Campagna              | Frida ensam        |
| 1975              | Guld och gröna ängar                               | The Wall Street Shuffle                             | 10cc                            | Frida ensam        |
| 1975              | Liv på Mars?                                       | Life on Mars                                        | David Bowie                     | Frida ensam        |
| 1975              | Skulle de’ va’ skönt                               | Wouldn’t It Be Nice                                 | The Beach Boys                  | Frida ensam        |
| 1975              | Var är min clown                                   | Send in the Clowns                                  | Frank Sinatra und andere        | Frida ensam        |
| 1975              | Syrtaki                                            | Siko Chorepse Syrtaki                               | Aliki Vougiouklaki              | Frida ensam        |

## Auszeichnungen für Musikverkäufe
| Goldene Schallplatte - Finnland - 1983: für das Album Something’s Going On |

Anmerkung: Auszeichnungen in Ländern aus den Charttabellen bzw. Chartboxen sind in ebendiesen zu finden.
| Land/RegionAuszeichnungen für Musikverkäufe (Land/Region, Auszeichnungen, Verkäufe, Quellen) | Silber  | Gold     | Platin | Verkäufe | Quellen              |
| -------------------------------------------------------------------------------------------- | ------- | -------- | ------ | -------- | -------------------- |
| Finnland (IFPI)                                                                              | —       | Gold1    | —      | 20.000   | ifpi.fi              |
| Schweden (IFPI)                                                                              | —       | 2× Gold2 | —      | 75.000   | sverigetopplistan.se |
| Vereinigtes Königreich (BPI)                                                                 | Silber1 | —        | —      | 60.000   | bpi.co.uk            |
| Insgesamt                                                                                    | Silber1 | 3× Gold3 | —      |          |                      |

## Sonstige Auszeichnungen
- Kommandeur 1. Klasse des Wasaordens (2024)[10]